# 904 Rockefellia
904 Rockefellia è un asteroide della fascia principale del diametro medio di circa 58,75 km. Scoperto nel 1918, presenta un'orbita caratterizzata da un semiasse maggiore pari a 2,9920475 UA e da un'eccentricità di 0,0919538, inclinata di 15,17174° rispetto all'eclittica.
Il suo nome è in onore di John Davison Rockefeller, imprenditore statunitense e creatore della Fondazione Rockefeller.